# Eduard Windthorst

Eduard Windthorst

Eduard Windthorst (* 25. August 1834 in Halle (Westf.); † 14. November 1914 in Hamm) war ein linksliberaler Politiker, Rechtsanwalt am Oberlandesgericht Hamm und Mitglied des Deutschen Reichstags.

## Leben
Eduard Windthorst war ein Sohn von Eduard Windthorst (1809–1880) und wuchs in Münster auf und erlebte die Revolution von 1848/49 bewusst mit. Nach dem Abitur am Gymnasium Paulinum in Münster studierte er in Bonn und Berlin Rechtswissenschaften. Von 1866 bis 1873 war Windthorst Kreisrichter in Werne.
Aus Protest gegen das Unfehlbarkeitsdogma schloss sich Windthorst den Altkatholiken an. Als bekennender Linksliberaler gehörte er von 1871 bis 1873 für den Wahlkreis Berlin 3 und die Fortschrittspartei dem Deutschen Reichstag an. Im Herbst des Jahres 1872 wurde er für Bochum ins  Preußische Abgeordnetenhaus gewählt. Von 1873 bis 1879 vertrat er dort Bielefeld, wo er bis 1884 zunächst als Kreisrichter, später als Landgerichtsrat tätig war. Er gab jedoch diese Stelle auf, um Rechtsanwalt am Oberlandesgericht in Hamm zu werden. Von 1886 bis 1914 war Windthorst Stadtverordnetenvorsteher in Hamm.
In seinem Testament verfügte Windthorst, dass die Stadt sein Haus Südstraße 42 nach seinem Tode günstig ankaufen könne, vorausgesetzt, sie finde einen geeigneten städtischen Einsatzzweck. Der Museumsverein und der Magistrat der Stadt Hamm erwarben das Gebäude und benutzten es für das Gustav-Lübcke-Museum Hamm. 1958 bezog dann die Städtische Musikschule Hamm das Gebäude.
Windthorst wurde auf dem Ostenfriedhof in Hamm beigesetzt. Er war ein Bruder von Karl Windthorst und ein Großneffe Ludwig Windthorsts.

## Werke
- Lebenserfahrungen eines Idealisten, Bonn 1912.

## Ehrungen
1907 verlieh die Stadt Hamm Eduard Windthorst die Ehrenbürgerwürde.